# حوض أسماك ميامي
```
حوض اسماك ميامي وهو حوض ضخم مساحته 38 فدان (15 هكتار) يقع في جزيرة ولاية فرجينيا كي في 
خليج بيسكين
، مقاطعة 
ميامي
 ديد بولاية 
فلوريدا
، الولايات المتحدة الأمريكية، ويقع بالقرب من وسط مدينة ميامي. تأسس في عام 1955، وهو من أقدم الاحواض المائية في الولايات المتحدة. بالإضافة إلى احواض الثدييات البحرية، وحوض اسماك ضخم في ميامي يضم الأسماك وأسماك القرش والسلاحف البحرية والطيور والزواحف، وخراف البحر. تقدم الحديقة العروض اليومية وتستضيف مخيمات ليلية، أحداث الكشافة، وبرامج المجموعة. أكثر من 500،000 شخص يزورون هذا المكان سنويا. في الحديقة يوجد حوالي 225 موظف، ودفعات الإيجار والضرائب يجعلها ثالث أكبر مساهم في الإيرادات مقاطعة 
ميامي
 ديد لل.
[
1
]
```